# Charles Tainter

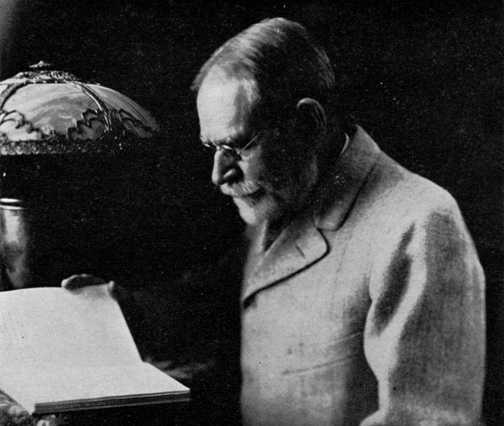
Charles Sumner Tainter

Charles Sumner Tainter (Watertown (Massachusetts), 25 april 1854 – San Diego (Californië), 20 april 1940) was een Amerikaans ingenieur en uitvinder. Hij is vooral bekend van zijn samenwerking met Alexander Graham Bell en diens neef Chichester Bell. Daarnaast verbeterde hij de fonograaf van Thomas Edison, de grafofoon – een apparaat dat gezien wordt als de eerste dictafoon.

## Biografie
Charles Sumner was de zoon van George en Abigail Sanger Tainter. Alle vier zijn grootvaders dienden in de Amerikaanse Onafhankelijkheidsoorlog en zijn vader was een uitvinder met verscheidene patenten op zijn naam. Zelf ging hij naar openbare scholen in zijn geboorteplaats, maar het meeste van zijn kennis verkreeg hij door zelfstudie.
Zijn carrière begon in 1870 bij Charles Williams Jr., een fabrikant van telegrafie en elektrische apparatuur in Boston. Twee jaar later kwam hij terecht bij Johnson & Whittlemore, een andere producent van elektrotechnische instrumenten in Boston. Nadat het bedrijf ophield ging hij naar het bedrijf van Alvan Clark & Sons, fabrikant van grote telescopen en optische instrumenten voor sterrenwachten in Cambridgeport. Als technicus nam Tainter deel aan de Amerikaanse expeditie naar Nieuw-Zeeland voor de observatie van de Venusovergang op 8 december 1874.
In 1878 startte hij in Cambridgeport zijn eigen bedrijf voor het construeren en fabriceren van wetenschappelijk instrumenten. Hier maakte hij ook voor de eerste keer kennis met Alexander Graham Bell en een jaar later nam hij Bells aanbod aan om in Washington D.C. in het Volta laboratorium met hem te gaan samenwerken.

### Grafofoon
Gedurende de zeven jaar die hij voor Bell aan de slag was, werkte hij aan verscheidene uitvindingen, waaronder de fotofoon – een apparaat om geluid over te brengen via lichtstralen – en natuurlijk de grafofoon. Op het oorspronkelijk ontwerp van Edisons fonograaf voerde hij wezenlijke verbeteringen door, waarvoor hij verschillende patenten op verkreeg. Hierop klaagde Edison hem aan wegens patentinbreuk, maar de zaak werd voortijds tussen de heren geschikt.

### Persoonlijk
In 1886 trad hij in huwelijk met Lila R. Munro en datzelfde jaar richtte hij een bedrijf op om zijn grafofoon commercieel op de markt te brengen als dicteermachine voor zakenmensen. Twee later raakte hij ernstig ziek door een longontsteking, iets waar hij de rest van zijn leven de gevolgen van ondervond. In de periodes waarin hij wel kon werken bleef hij de grafofoon verbeteren en patenteerde een aantal nieuwe uitvindingen.
Wegens het betere klimaat verhuisde hij in juni 1903 naar het warmere San Diego. Hier begon hij een nieuw laboratorium en zette hij, zolang zijn gezondheid dat toeliet, zijn werk voort. Na het overlijden van zijn vrouw in 1924 hertrouwde hij vier jaar later met de weduwe Laura Fontaine Onderdonk.
Gedurende zijn leven mocht hij diverse wetenschappelijk prijzen en onderscheidingen in ontvangst nemen.
- Bibliothèque nationale de France: cb16758170m (data)
- International Standard Name Identifier: 0000 0000 3152 545X
- Library of Congress Control Number: n97017846
- SNAC: w60p1020
- Virtual International Authority File: 53429865
- WorldCat: E39PBJmHJtkjhDGCDXfWg8rTHC